# Prastió (ort i Cypern, Eparchía Lefkosías, lat 35,18, long 32,94)
Prastió är en ort i Cypern.   Den ligger i distriktet Eparchía Lefkosías, i den centrala delen av landet, 40 km väster om huvudstaden Nicosia. Prastió ligger 28 meter över havet och antalet invånare är 1 164. Den ligger på ön Cypern.
Terrängen runt Prastió är platt åt nordost, men åt sydväst är den kuperad. Havet är nära Prastió åt nordväst.Trakten runt Prastió är ganska glesbefolkad, med 25 invånare per kvadratkilometer. Närmaste större samhälle är Mórfou, 5,5 km nordost om Prastió. Trakten runt Prastió består till största delen av jordbruksmark.